# 望月義夫
望月義夫（1947年5月2日—2019年12月19日），日本政治家，自由民主黨黨員。曾任環境大臣（第20、21代）、內閣府特命擔當大臣（原子能防災）。出身於靜岡縣清水市（現靜岡市清水區）。眾議院議員（當選7屆）。在自民黨內屬於宏池會（岸田派）。
歷任國土交通副大臣（第1次安倍內閣）、環境大臣政務官（第1次小泉第1次改造內閣）、外務大臣政務官（第2次森內閣）、靜岡縣議會議員（2期）、清水市議會議員（4期）等職務。

## 外部連結
- 望月義夫

| 議會席位                 | 議會席位                                        | 議會席位                            |
| ------------------------ | ----------------------------------------------- | ----------------------------------- |
| 前任： 竹本直一          | 眾議院國土交通委員長 2008年—2009年              | 繼任： 川內博史                     |
| 官衔                     |                                                 |                                     |
| 前任： 石原伸晃          | 環境大臣 第20、21代：2014年—2015年              | 繼任： 丸川珠代                     |
| 前任： 石原伸晃          | 特命擔當大臣（原子能防災） 第4代：2014年—2015年 | 繼任： 丸川珠代                     |
| 前任： 江崎鐵磨 松村龍二 | 國土交通副大臣 與渡邊具能一起 2006年—2007年     | 繼任： 平井卓也 松島綠              |
| 前任： 奥谷通            | 環境大臣政務官 2002年—2003年                    | 繼任： 砂田圭佑                     |
| 前任： （創設）          | 外務大臣政務官 與櫻田義孝、丸谷佳織一起 2001年  | 繼任： 丸谷佳織、小島敏男、山口泰明 |